# Priocnemis carbonarius
Priocnemis carbonarius är en stekelart som först beskrevs av Smith 1855.  Priocnemis carbonarius ingår i släktet sågbenvägsteklar, och familjen vägsteklar. Inga underarter finns listade i Catalogue of Life.